# Tàxila
|  | Per a altres significats, vegeu «Tàxila (satrapia)». |

Tàxila (urdú: ٹیکسلا, تاکشیلا) és un tehsil del districte de Rawalpindi, a la província del Punjab del Pakistan. És un lloc arqueològic important. Tàxila és a uns 32 km al nord-oest del territori de la capital Islamabad i Rawalpindi al Panjab; just fora de la gran carretera nacional, a uns 549 metres damunt del nivell del mar.

## Història
La ciutat es remunta al període de Gandhara i conté les ruïnes de la ciutat gandhara de Takṣaśilā, que era un important centre hindú i budista. Takṣaśilā se suposa que deriva el seu nom de Takṣa, que era el besnet de Bharata, el germà de Rama.
Històricament, Takṣaśilā era a la cruïlla de tres rutes comercials essencials:
1. L'Uttarapatha, la part nord de la ruta del Gran Tronc posterior, la carretera reial que connectava Gandhara a l'oest al Regne de Magadha i la seva capital Pāṭaliputra, a la vall de Ganges a l'est.
2. La ruta nord-occidental a través de Bactriana, Kāpiśa, i Puṣkalāvatī.
3. La ruta del Sindu (riu Indus), que anava de Caixmir i l'Àsia central, per Śri nagara, Mansehra, i la vall d'Haripur[3] a través del pas de Khunjerab a la ruta de la Seda al nord, fins a l'oceà Índic al sud. El Khunjerab passa entre Kashmir i Xinjiang -la moderna carretera de Karakoram- i es passava antigament.

El 1980, Tàxila fou declarada Patrimoni de la Humanitat per la UNESCO amb localitzacions múltiples. Últimament ha estat classificat com la primera destinació turística al Pakistan pel diari The Guardian:
| « | Aquesta és la regió des d'on el budisme va viatjar fins a l'Extrem Orient -i els perses, els grecs i els hindús hi van deixar la seva empremta. Pots observar el sol des de les restes d'un monestir budista o passejar pels carrers d'una ciutat persa excavada, sabent que hi ha antiguitats enterrades a sota. | » |

## Ruïnes
Les ruïnes de Tàxila contenen edificis i stupes budistes situades sobre una gran àrea. Les ruïnes principals de Tàxila es divideixen en tres ciutats principals, cada una pertanyent a un període.
La més vella d'aquestes és l'àrea d'Hathial, amb estris recobrats des de les primeres fases a Charsadda, i pot datar entre el segle vi aC i el final del segon mil·lenni. El munt de Bhir Mound data del segle vi aC. La segona ciutat de Tàxila és situada a Sirkap i fou construïda per reis grecs de Bactriana al segle ii aC. La tercera i última ciutat de Tàxila és a Sirsukh i es correspon als reis de Kushan.
A més a més a les ruïnes de la ciutat, un cert nombre de monestirs budistes i stupes també pertanyen a l'àrea de Tàxila. Algunes de les ruïnes importants d'aquesta categoria inclouen les ruïnes d'una stupa a Dharmarajika, el monestir de Jaulian, el monestir de Mohra Muradu, a més a més d'un cert nombre de stupes.

## Història

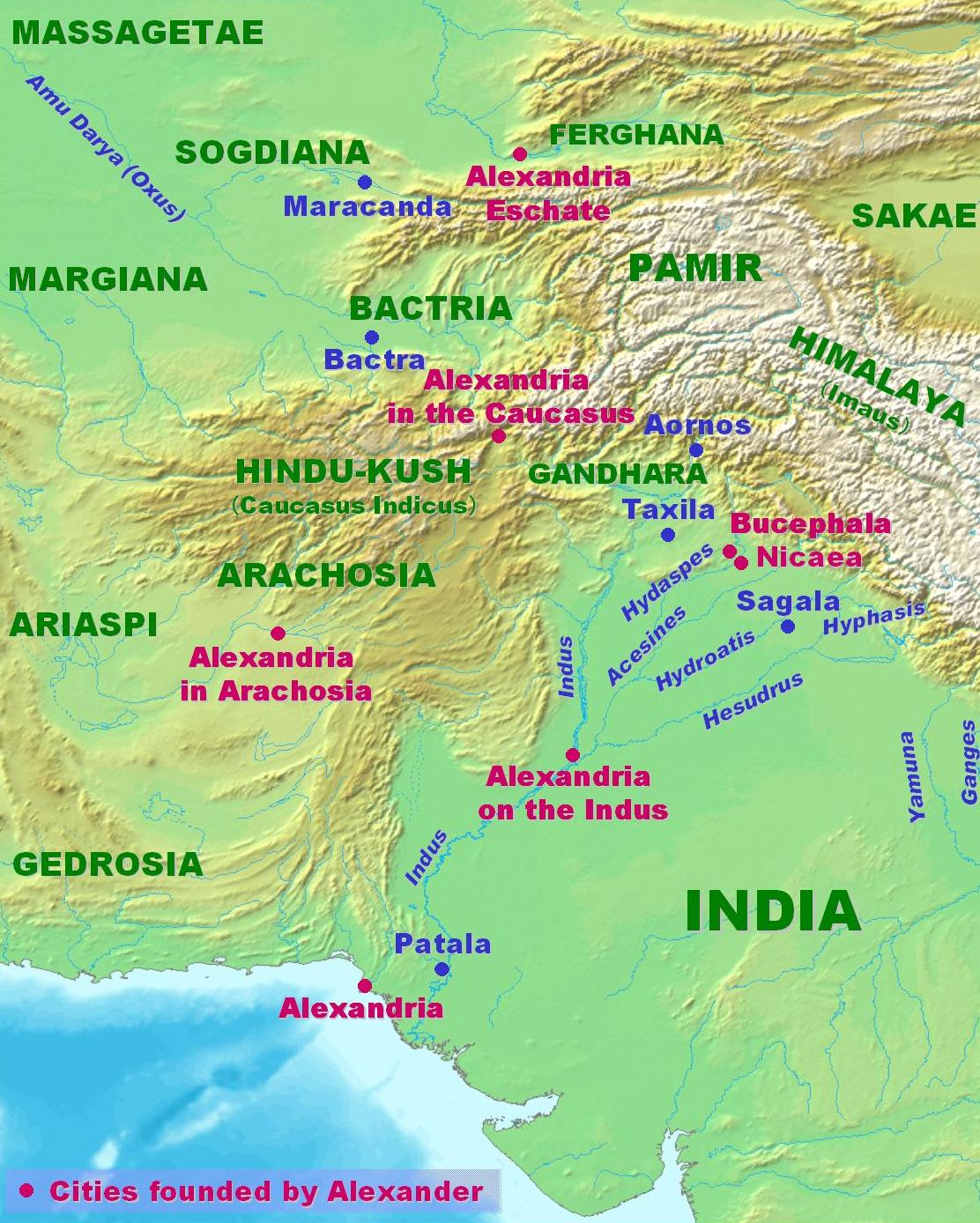
Tàxila és al Panjab occidental, i era una ciutat important durant la campanya d'Alexandre a l'Índia antiga

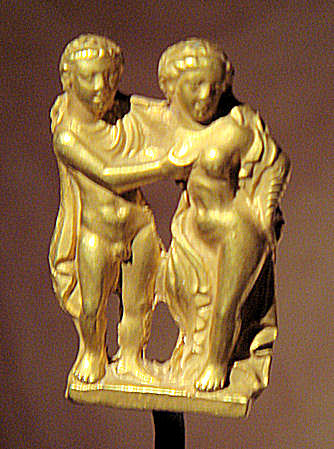
Excavació a Tàxila

La llegenda diu que Takṣa, un rei antic que governava un regne anomenat Takṣa Khanda, la moderna Taixkent, va fundar la ciutat de Takṣaśilā. No obstant això, el sànscrit Takṣaśilā sembla contenir el sufix, śilā, 'pedra', amb el prefix Takṣa, que al·ludeix a Takṣa, el fill de Bharata i Mandavi, com s'explica al Ramayana.
Al Mahabharata, l'hereu del Regne de Kuru, Parikṣit, fou entronitzat a Takṣaśilā.
Segons tradició, el Mahabharata es va recitar per primer cop a Takṣaśilā per Vaishampayana, un deixeble de Vyasa, per ordre de Vyasa, a la sarpa satra yajna, 'cerimònia de sacrifici de serps' del fill de Parikṣit, Jasnamejaya.
Segons una teoria propiciada per Damodar Dharmanand Kosambi, Takṣaśilā es relaciona amb Takaka, 'fuster', i és un nom alternatiu per al clan Nāga de l'Índia antiga.
- Vers el 518 aC Darios I el Gran annexiona Takṣaśilā a l'Imperi persa aquemènida.[8]

- El 326 aC Alexandre el Gran rebé la submissió del rei Āmbhi de Takṣaśilā, esmentat com Tàxiles a les fonts gregues, agafat de la seva capital.[8]

- El 321-317 aC Chandragupta Maurya, fundador de l'Imperi maurya a l'Índia oriental, s'apodera del nord i nord-oest de l'Índia, incloent-hi Panjab. L'assessor de Chandragupta Maurya, Chanakya (o Kautilya), era professor a Takṣaśilā.

- Durant el regnat del net de Chandragupta Aixoka (Asoka), Takṣaśilā es convertí en un gran centre budista d'aprenentatge. No obstant això, Takṣaśilā fou breument el centre d'una rebel·lió local menor, sotmesa només uns quants anys després del seu començament.[9]

- El 185 aC el darrer emperador maurya, Brhadratha, fou assassinat pel seu general Puṣyamitra Sunga durant una desfilada de les tropes.[10]

- Vers 100 aC, un rei indogrec construeix una nova capital, Sirkap, al costat oposat del riu des de Takṣaśilā.[11] Durant aquest nou període de govern grec diversos reis (com Antialcides) probablement governaren des de la ciutat com la seva capital. Durant el govern grec, la ciutat progressava i controlava unes quants branques de comerç locals, i també encunyava monedes autònomes de la ciutat.

- Vers 90 aC l'indoescita Maues va enderrocar al darrer rei grec de Takṣaśilā.[12]

- Vers el 20 aC Gondofares, fundador del Regne indopart, va conquerir Takṣaśilā i la va fer la seva capital.[13]

- Vers el 46, l'apòstol Tomàs va visitar Gondofares IV.[14]

Al voltant del 64, l'imperi Kuishan ocupa la ciutat, i del 76 és datada la inscripció trobada a Tàxila del "gran rei, rei de reis, fill de Déu, el Kushana" (maharaja rajatiraja devaputra Kushana).
- Vers 460–470 els heftalites cauen sobre Gandhra i Panjab; i provoquen la destrucció general dels monestirs budistes i stupes de Takṣaśilā, que mai més no es recuperaran.[17]

Abans de la caiguda a mans d'aquests invasors, Takṣaśilā havia estat diverses vegades la capital de moltes dinasties, i un centre d'aprenentatge vèdic i budista, amb una població de budistes, hindús, i possiblement grecs, que poden haver durat segles.
L'arqueòleg britànic John Marshall va dirigir excavacions a Tàxila durant 20 anys.

## Mencions històriques
La ciutat de Tàxila és esmentada pel monjo xinès Fa Xian (també anomenat Fa-Hien), que va visitar llocs antics del budisme a l'Índia. Va anar a Tàxila el 405. Al seu llibre Un registre de regnes budistes, conte pel monjo xinès Fa-Hien dels seus viatges a l'Índia i Ceilan a la recerca dels llibres budistes de disciplina, esmenta el Regne de Takshasila (o Chu-cha-shi-lo) que significa 'el cap tallat' (capítol 11). Diu que aquest nom s'obtenia d'un esdeveniment en la vida de Buda perquè aquest és el lloc "on va donar el seu cap a un home".
Xuanzang (també anomenat Hieun Tsang), un altre monjo xinès, va visitar Tàxila el 630 i el 643. Esmenta la ciutat com Ta-Cha-Shi-Lo. La ciutat sembla que ja estava en ruïnes des d'abans del seu temps.
Tàxila és anomenada Taxiala per Claudi Ptolemeu en la seva Geografia.
En la Historia Trium Regum (Història dels tres reis) escrita per Joan d'Hildesheim al voltant de 1375, la ciutat s'anomena Egrisilla.

## Centre antic d'aprenentatge
Segons referències disperses que arribaren un mil·lenni més tard, la ciutat es podia haver remuntat a, com a mínim, el segle V aC.
Hi ha una mica de desacord sobre si Takshashila es pot considerar una universitat. Per alguns relats, es considerava que Tàxila era entre les primeres universitats del món. Encara que alguns consideren que Tàxila fou una universitat primerenca d'altres no la consideren una universitat en el sentit modern.
Takshashila és considerat un lloc de santedat religiosa i històrica per hindús i budistes. Els primers perquè, en el seu temps, Takshashila no solament era el lloc d'aprenentatge vèdic, sinó també perquè l'estrateg Chanakya, que més tard va ajudar a consolidar l'imperi de Chandragupta Maurya, hi era un professor superior. La institució és molt significativa en la tradició budista, ja que se suposa el lloc on va prendre forma la secta Mahayana del budisme.
Generalment, un estudiant ingressava a Takshashila a l'edat de setze anys. Els vedes i les Divuit Arts, que incloïen habilitats com tir amb arc o la cacera, s'ensenyaven, a més a més de dret, medicina i ciència militar.

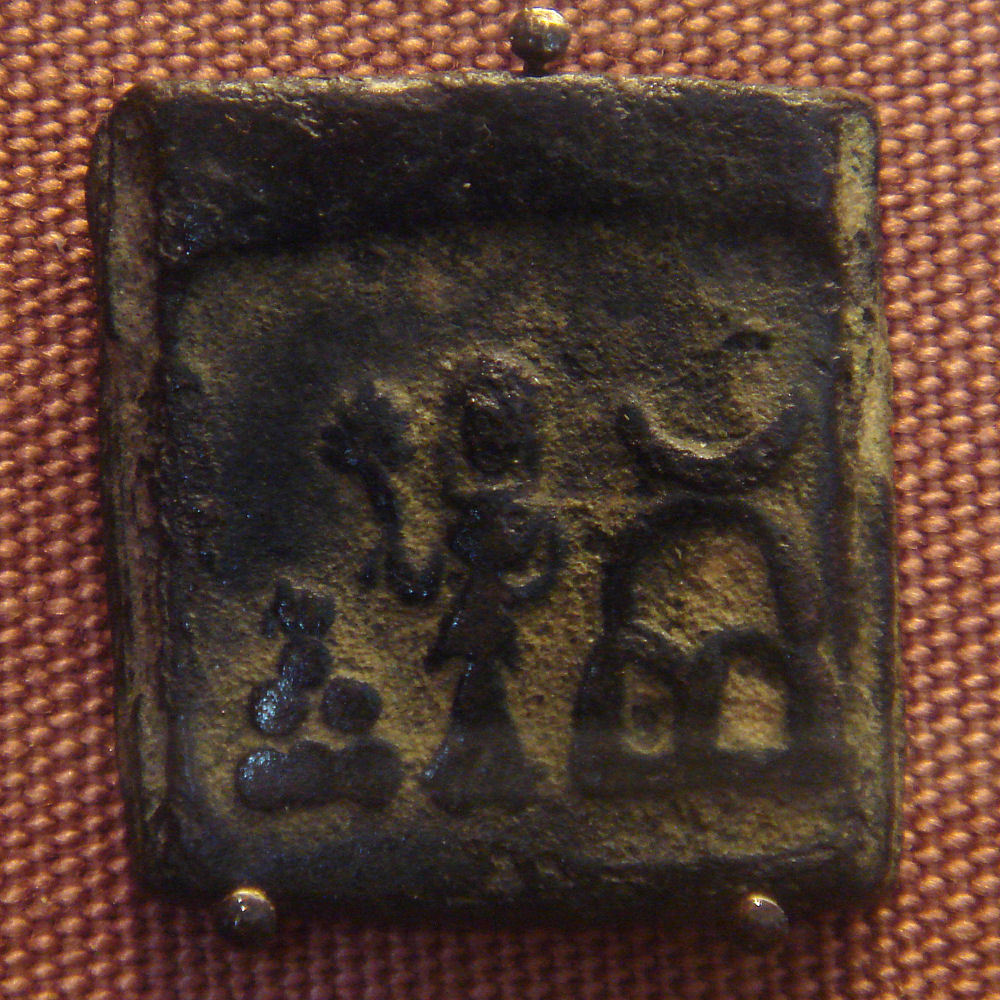
Una moneda del segle ii aC de Tàxila
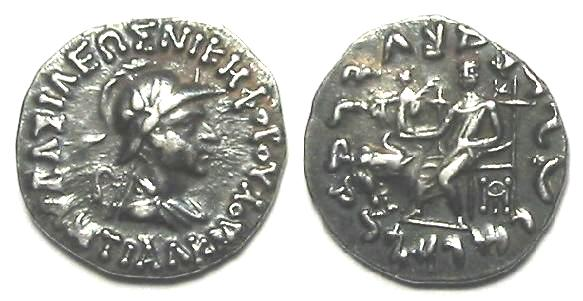
El rei indogrec Antialcides, que regnava a Tàxila al voltant del 100 aC segons la inscripció del pilar d'Heliòdor
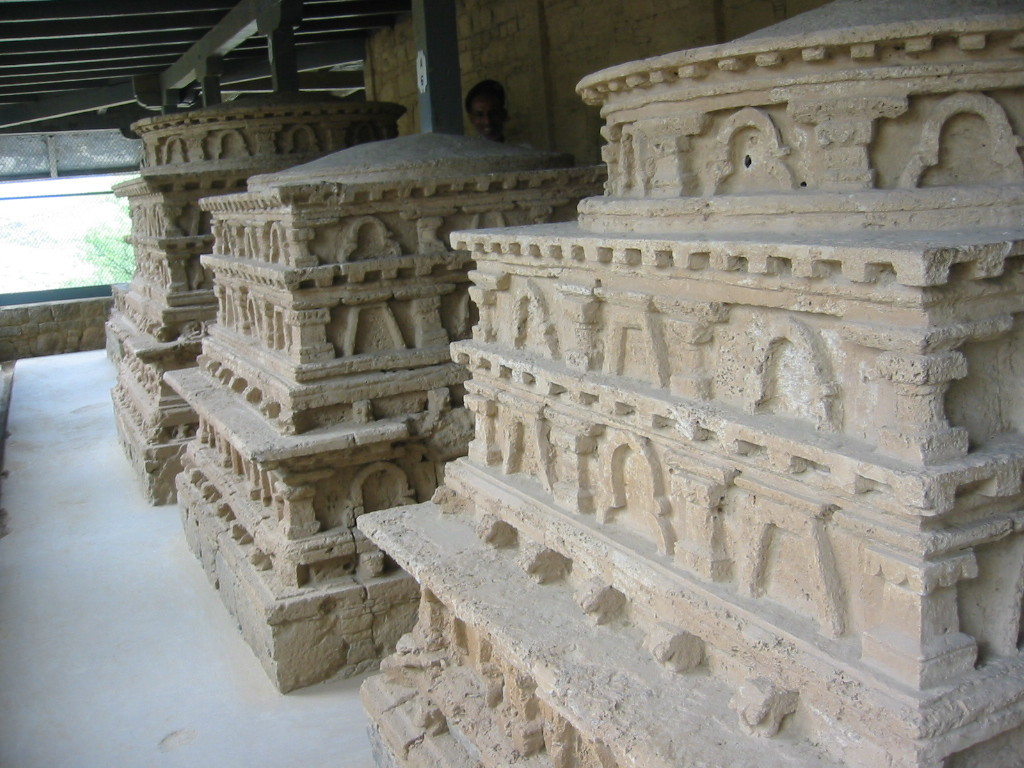
Jaulian, Patrimoni de la Humanitat a Tàxila
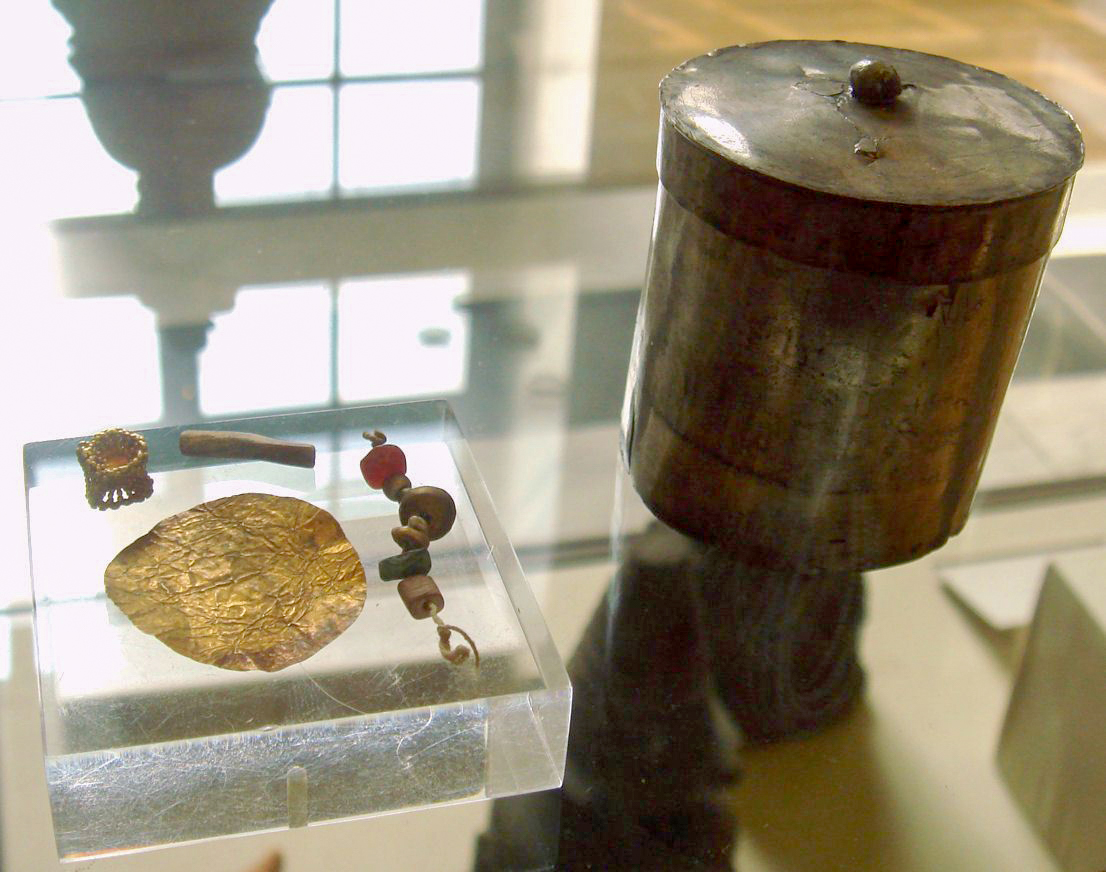
Reliquiari d'argent de Jaulian, Museu Britànic
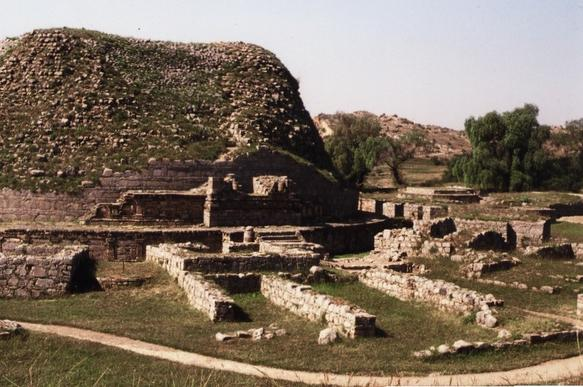
Stupa Dharmarajika a Tàxila
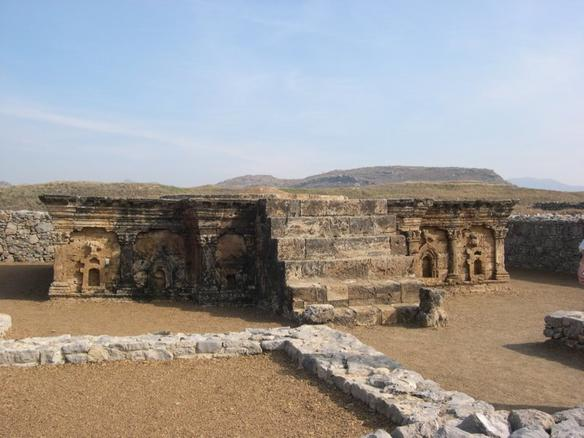
Stupa a Sirkap, decorada amb frontals de temples hindús, budistes i grecs
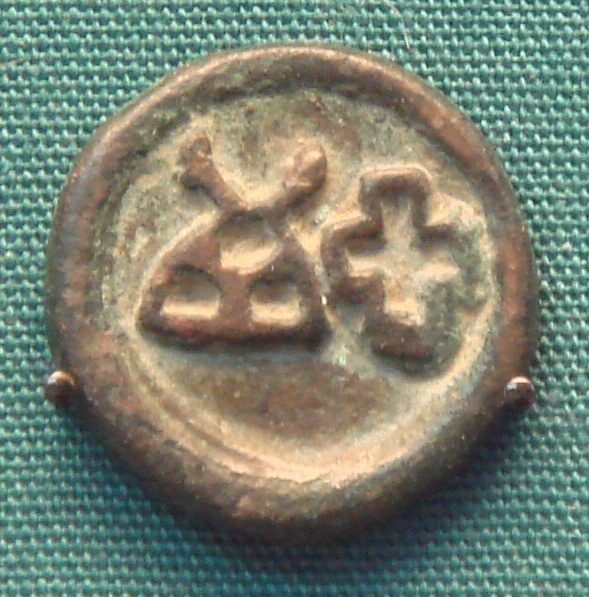
Una moneda de Tàxila, 200-100 aC, Museu Britànic

## Edat contemporània

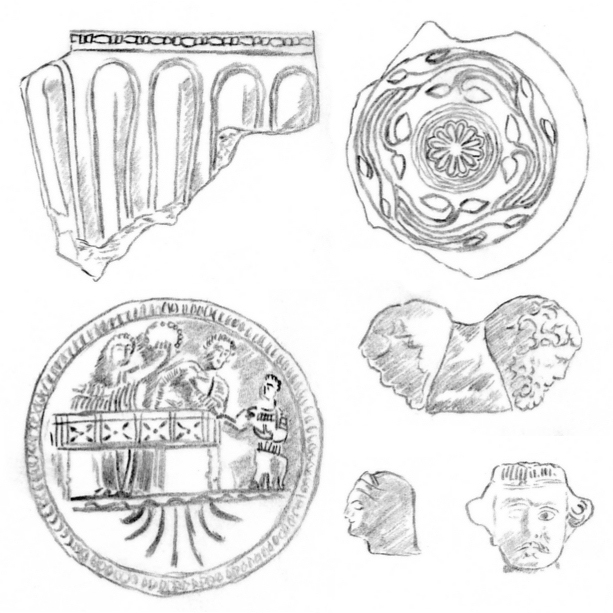
Artefactes arqueològics dels estrats indogrecs a Tàxila (John Marshall, Taxila, Archeologic Excavations). Inclou: copa al munt de Bhir, estrat 1; copa amb decoració al mateix munt, estrat 1; paleta de pedra amb persona coronat per dona, a Sirkap, estrat 5; doble representació d'un filòsof a Sirkap, estrat 5; dona rient a Sirkap, estrat 5; i home amb bigoti a Sirkap, estrat 5

Avui dia Tàxila és un del set tehsils (subdistrictes) del districte de Rawalpindi. S'estén sobre una terra ondulant a la perifèria de la plana de Pothohar al Panjab. Se situa just a fora del territori de la capital Islamabad i s'hi comunica pel pas de Tarnol a les muntanyes Margalla.
Tàxila és una combinació de voltants rurals urbans i rústics pròspers. Les zones residencials urbanes són en forma de colònies, polides i netes, poblades pels treballadors d'indústries pesants, instituts educatius i hospitals que estan situats en l'àrea.
L'obelisc de Nicholson, un monument de l'era colonial britànica situat a la gran carretera troncal, dona la benvinguda als viatgers que venen de Rawalpindi/Islamabad a Taxila. El monument fou construït pels britànics per retre homenatge al brigadier John Nicholson (1822-1857), un oficial de l'exèrcit britànic que va morir a l'Índia durant la Rebel·lió índia de 1857, també coneguda com la Primera Guerra de la independència o com a rebel·lió dels Cipais.
Les indústries inclouen fàbriques de màquines pesades i complexos industrials, fàbriques de ciment i diversos. Les indústries pesants de Tàxila tenen seu aquí. Les petites indústries domèstiques i agrícoles inclouen gres, ceràmica i calçat. La gent intenta relacionar l'ofici del gres d'avui dia amb la tradició d'escultura que existia aquí abans de l'adveniment de l'islam.
A més a més de les ruïnes de la civilització de Gandhara i l'antiga cultura hindú i budista, restes dels jardins mogols i vestigis de la gran carretera troncal històrica, que fou construïda per l'emperador Xer-Xah Surí al segle xvi, també es troben a la regió de Tàxila.
El Museu de Tàxila, dedicat principalment a les restes de la civilització de Gandhara, és també un lloc per visitar. Un hotel del departament de turisme ofereix raonablement bons serveis i hospitalitat als turistes.
Tàxila té molts instituts educatius incloent-hi la Universitat d'Enginyeria i Tecnologia (UET).

### Amenaces
En un informe de 2010 titulat Salvant la nostra herència que desapareix Tàxila és identificada com un dels 12 llocs mundials més prop d'una pèrdua irreparable a causa de l'insuficient manteniment, la pressió del desenvolupament, el saqueig, la guerra i els conflictes com a amenaces primàries.